# Liste der Straßen in Hamburg-Steilshoop

Lage von Steilshoop in Hamburg und im Bezirk Wandsbek (hellrot)

Die Liste der Straßen in Hamburg-Steilshoop ist eine Übersicht der im Hamburger Stadtteil Steilshoop vorhandenen Straßen. Sie ist Teil der Liste der Verkehrsflächen in Hamburg.

## Überblick
In Steilshoop (Ortsteilnummer 516) leben 19856 Einwohner (Stand: 31. Dezember 2023) auf 2,5 km². Steilshoop liegt in den Postleitzahlenbereichen 22177 und 22309.
In Steilshoop gibt es 35 benannte Verkehrsflächen. Die Straßen innerhalb der ab 1969 entstandenen Großwohnsiedlung nördlich der Steilshooper Allee gehören der Motivgruppe „Künstler, die in der ersten Hälfte des 20. Jahrhunderts entscheidend in Hamburg gewirkt haben“ an. Eine weitere hauptsächlich aus Malern bestehende Motivgruppe findet sich nördlich der Schmachthäger Straße.

## Übersicht der Straßen
Die nachfolgende Tabelle gibt eine Übersicht über alle benannten Verkehrsflächen im Stadtteil sowie einige dazugehörige Informationen. Im Einzelnen sind dies:
- Name/Lage: aktuelle Bezeichnung der Straße. Über den Link (Lage) kann die Straße auf verschiedenen Kartendiensten angezeigt werden. Die Geoposition gibt dabei ungefähr die Mitte an. Bei längeren Straßen, die durch zwei oder mehr Stadtteile führen, kann es daher sein, dass die Koordinate in einem anderen Stadtteil liegt.
- Straßenschlüssel: amtlicher Straßenschlüssel, bestehend aus einem Buchstaben (Anfangsbuchstabe der Straße) und einer dreistelligen Nummer.
- Länge/Maße in Metern:
Hinweis: Die in der Übersicht enthaltenen Längenangaben sind nach mathematischen Regeln auf- oder abgerundete Übersichtswerte, die im Digitalen Atlas Nord[1] mit dem dortigen Maßstab ermittelt wurden. Sie dienen eher Vergleichszwecken und werden, sofern amtliche Werte bekannt sind, ausgetauscht und gesondert gekennzeichnet.
Bei Plätzen sind die Maße in der Form a × b bei rechteckigen Anlagen oder a × b × c bei dreiecksförmigen Anlagen mit a als längster Kante dargestellt.
Der Zusatz (im Stadtteil) gibt an, wie lang die Straße innerhalb des Stadtteils ist, sofern sie durch mehrere Stadtteile verläuft.
- Namensherkunft: Ursprung oder Bezug des Namens.
- Datum der Benennung: Jahr der offiziellen Benennung oder der Ersterwähnung eines Namens, bei Unsicherheiten auch die Angabe eines Zeitraums.
- Anmerkungen: Weitere Informationen bezüglich anliegender Institutionen, der Geschichte der Straße, historischer Bezeichnungen, Baudenkmale usw.
- Bild: Foto der Straße oder eines anliegenden Objektes.

| Name/Lage                    | Straßen- schlüssel | Länge/Maße (in Metern) | Namensherkunft                                                                                                 | Datum der Benennung | Anmerkungen | Bild                                               |
| ---------------------------- | ------------------ | ---------------------- | --- | ------------------- | --- | -------------------------------------------------- |
| Alfred-Mahlau-Weg (Lage)     | A564               | 0100                   | Alfred Mahlau (1894–1967), Maler und Grafiker                                                                  | 1972                | Motivgruppe „Künstler des 20. Jahrhunderts in Hamburg“ | Alfred-Mahlau-Weg                                  |
| Allerskehre (Lage)           | A080               | 0145                   | Christian Wilhelm Allers (1857–1915), Maler                                                                    | 1958                | Motivgruppe „Maler“ | Allerskehre                                        |
| Appelhoff (Lage)             | A579               | 0175                   | nach einer dort gelegenen Weide mit Obstbäumen (niederdt. Appel = Apfel, Hoff = Hof)                           | 1974                | | Appelhoff                                          |
| Borchertring (Lage)          | B781               | 0960                   | Wolfgang Borchert (1921–1947), Schriftsteller, und Hertha Borchert (1895–1985), Schriftstellerin               | 1973                | Motivgruppe „Künstler des 20. Jahrhunderts in Hamburg“; die Straße ist gemäß Senatsbeschluss vom 8. April 2024 auch der Mutter Wolfgang Borcherts gewidmet.         | Borchertring                                       |
| Bossardstraße (Lage)         | B512               | 0175                   | Johann Michael Bossard (1874–1950), Schweizer Bildhauer                                                        | 1955                | Motivgruppe „Maler“ | Bossardstraße                                      |
| Bramfelder Redder (Lage)     | B543               | 0125                   | nach einem von Ginster gesäumten Feldweg (Bram = Ginster, Redder = Feldweg)                                    | 1950                | südliche Straßenhälfte in Bramfeld | Bramfelder Redder                                  |
| Buschkoppel (Lage)           | B729               | 0110                   | nach einer Flurbezeichnung (Busch = kleiner Wald, Koppel = eingezäunte Weide)                                  | 1937                | | Buschkoppel                                        |
| César-Klein-Ring (Lage)      | C076               | 0305                   | César Klein (1876–1954), Maler und Grafiker                                                                    | 1973                | Motivgruppe „Künstler des 20. Jahrhunderts in Hamburg“ | César-Klein-Ring                                   |
| Edwin-Scharff-Ring (Lage)    | E275               | 0995                   | Edwin Scharff (1887–1955), Bildhauer und Grafiker                                                              | 1971                | Motivgruppe „Künstler des 20. Jahrhunderts in Hamburg“ | Edwin-Scharff-Ring                                 |
| Eichenlohweg (Lage)          | E062               | 1320                   | nach einem Flurnamen (sumpfiger Eichenwald)                                                                    | 1950                | westliche Straßenhälfte in Ohlsdorf | Eichenlohweg                                       |
| Erich-Ziegel-Ring (Lage)     | E280               | 0965                   | Erich Ziegel (1876–1950), Schauspieler, Regisseur und Intendant                                                | 1973                | Motivgruppe „Künstler des 20. Jahrhunderts in Hamburg“ | Erich-Ziegel-Ring                                  |
| Fabriciusstraße (Lage)       | F004               | 0290 (im Stadtteil)    | Johann Albert Fabricius (1668–1736), Philologe                                                                 | 1945                | lediglich die westliche Straßenhälfte zwischen Bramfelder Redder und dem Eingang Seehof des Friedhofs Ohlsdorf liegt auf Steilshooper Gebiet, ansonsten in Bramfeld | Fabriciusstraße, zu Steilshoop gehörender Teil     |
| Fehlinghöhe (Lage)           | F309               | 0180                   | Jürgen Fehling (1885–1968), Schauspieler und Regisseur                                                         | 1973                | Motivgruppe „Künstler des 20. Jahrhunderts in Hamburg“ | Fehlinghöhe                                        |
| Fritz-Flinte-Ring (Lage)     | F299               | 1035                   | Fritz Flinte (1876–1963), Maler                                                                                | 1970                | Motivgruppe „Künstler des 20. Jahrhunderts in Hamburg“ | Fritz-Flinte-Ring                                  |
| Georg-Raloff-Ring (Lage)     | G372               | 0490                   | Georg Raloff (1902–1965), Kaufmann und SPD-Politiker                                                           | 1972                | | Georg-Raloff-Ring                                  |
| Gropiusring (Lage)           | G371               | 1000                   | Walter Gropius (1883–1969), deutsch-US-amerikanischer Architekt, und Ise Gropius (1897–1983), Schriftstellerin | 1972                | Motivgruppe „Künstler des 20. Jahrhunderts in Hamburg“ | Gropiusring                                        |
| Gründgensstraße (Lage)       | G369               | 1770                   | Gustaf Gründgens (1899–1963), Schauspieler, Regisseur und Intendant                                            | 1971                | Motivgruppe „Künstler des 20. Jahrhunderts in Hamburg“ | Gründgensstraße                                    |
| Gustav-Seitz-Weg (Lage)      | G374               | 0205                   | Gustav Seitz (1906–1969), Bildhauer                                                                            | 1972                | Motivgruppe „Künstler des 20. Jahrhunderts in Hamburg“ | Gustav-Seitz-Weg                                   |
| Hans-Mahler-Straße (Lage)    | H746               | 0175                   | Hans Mahler (1900–1970), Schauspieler und Regisseur                                                            | 1977                | Motivgruppe „Künstler des 20. Jahrhunderts in Hamburg“ | Hans-Mahler-Straße                                 |
| Hermann-Buck-Weg (Lage)      | H733               | 0385                   | Hermann Buck (1888–1969), Bezirksabgeordneter                                                                  | 1975                | | Hermann-Buck-Weg                                   |
| Illiesweg (Lage)             | I018               | 0110                   | Arthur Illies (1870–1952), Maler und Grafiker                                                                  | 1955                | Motivgruppe „Maler“ | Illiesweg                                          |
| Leeschenblick (Lage)         | L102               | 0035 (im Stadtteil)    | nach einer Flurbezeichnung (Leesch = Schilf, Blick od. Bleck = ebenes Land)                                    | 1946                | nur der Teil zwischen Gründgensstraße und der Seebek gehören zu Steilshoop, sonst in Bramfeld                                                                       | Leeschenblicki                                     |
| Noldering (Lage)             | N145               | 0540                   | Emil Nolde (1867–1956), Maler                                                                                  | 1962                | Motivgruppe „Maler“ | Noldering                                          |
| Otto-Burrmeister-Ring (Lage) | O192               | 0530                   | Otto Burrmeister (1899–1966), Förderer sozialer Beziehungen des Theaters                                       | 1974                | Motivgruppe „Künstler des 20. Jahrhunderts in Hamburg“ | Otto-Burrmeister-Ring                              |
| Querfurtstieg (Lage)         | Q008               | 0045                   | Gabriel Querfurt († 1765), Maler                                                                               | 1956                | Motivgruppe „Maler“ | Querfurtstieg                                      |
| Richeystraße (Lage)          | R181               | 0375 (im Stadtteil)    | Michael Richey (1678–1761), Gelehrter und Dichter                                                              | 1951                | östlich der Seebek in Bramfeld, südlicher Teil zwischen Steilshooper Straße und der Seebek in Barmbek-Nord                                                          | Richeystraße                                       |
| Riefesellstraße (Lage)       | R191               | 0065                   | Theobald Riefesell (1836–1895), Maler                                                                          | 1956                | Motivgruppe „Maler“ | Riefesellstraße                                    |
| Ruwoldtweg (Lage)            | R394               | 0570                   | Hans Martin Ruwoldt (1891–1969), Tierbildhauer und Porträtist                                                  | 1972                | Motivgruppe „Künstler des 20. Jahrhunderts in Hamburg“ | Ruwoldtweg                                         |
| Schmachthäger Straße (Lage)  | S224               | 0675                   | nach einem 1347 erwähnten Dorf Schmachthagen                                                                   | 1929                | südliche Straßenhälfte in Barmbek-Nord | Schmachthäger Straße                               |
| Schreyerring (Lage)          | S862               | 0400                   | Lothar Schreyer (1886–1966), Maler und Schriftsteller                                                          | 1973                | Motivgruppe „Künstler des 20. Jahrhunderts in Hamburg“ | Schreyerring                                       |
| Schurekstraße (Lage)         | S872               | 0100                   | Paul Schurek (1890–1962), Schriftsteller                                                                       | 1977                | Motivgruppe „Künstler des 20. Jahrhunderts in Hamburg“ | Schurekstraße                                      |
| Schwarzer Weg (Lage)         | S349               | 0405                   | frei gewählter Name                                                                                            | 1971                | | Schwarzer Weg                                      |
| Steilshooper Allee (Lage)    | S844               | 1430 (im Stadtteil)    | nach der Lage im Stadtteil                                                                                     | 1971                | östlich der Seebek in Bramfeld | Steilshooper Allee, zu Steilshoop gehörender Teil  |
| Steilshooper Straße (Lage)   | S620               | 0800 (im Stadtteil)    | nach der früheren von Barmbek nach Steilshoop führenden Landstraße                                             | 1862                | südlich der Kreuzung Schmachthäger Straße/Rümkerstraße in Barmbek-Nord                                                                                              | Steilshooper Straße, zu Steilshoop gehörender Teil |
| Thymianstieg (Lage)          | T079               | 0175                   | nach der Gewürzpflanze                                                                                         | 1949                | | Thymianstieg                                       |